# IPhone 14 Pro
iPhone 14 Pro и iPhone 14 Pro Max — смартфон производства корпорации Apple, работающий на базе операционной системы iOS 16 и процессора Apple A16 Bionic. Устройство было представлено вместе с iPhone 14 и iPhone 14 Plus 7 сентября 2022 года на специальном мероприятии Apple в Apple Park в Купертино. Предзаказы стартовали 9 сентября 2022 года, смартфоны поступили в продажу 16 сентября 2022 года.

## Дизайн
В отличие от предыдущих смартфонов от корпорации Apple, начиная с iPhone X, был переработан дизайн передней части устройства. На месте "чёлки" располагается Dynamic Island — продолговатый вырез в экране, позволяющий взаимодействовать с некоторыми функциями системы. Например, при включении и сворачивании таймера, он появится в Dynamic Island.

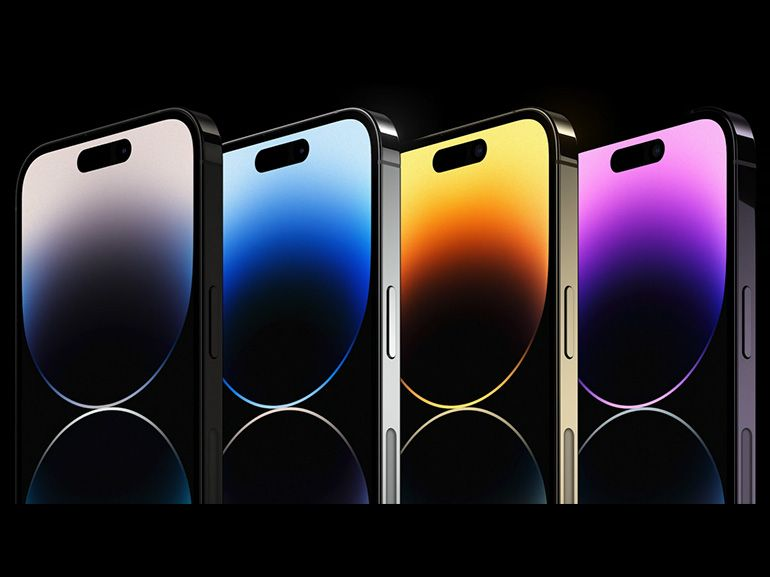
Виды и обои IPhone 14 pro

iPhone 14 Pro и 14 Pro Max доступны в четырёх цветах: серебристом, космическом чёрном, золотом и тёмно-фиолетовом. Тёмно-фиолетовый — это новый цвет, заменяющий в линейке небесно-голубой, а космический чёрный — это переименованный графитовый цвет.
| Цвет | Название           |
| ---- | ------------------ |
|      | Серебристый        |
|      | Золотой            |
|      | Космический чёрный |
|      | Тёмно-фиолетовый   |

Тёмно-фиолетовый цвет появился, как новинка в линейке цветов Apple. Ранее Apple анонсировала зелёный iPhone 13 серии, который вызвал достаточно положительные отзывы от пользователей.

## Характеристики

### Дисплей
Модель оснащена дисплеем Super Retina XDR, пиковая яркость которого составляет 2000 кд/м². Дисплей также имеет частоту обновления 120 Гц с технологией LTPO. Разрешение iPhone 14 Pro составляет 2556x1179 пикселей при 460 ppi, в то время как iPhone 14 Pro Max имеет разрешение 2796x1290 пикселей при 460 ppi. Они имеют устойчивое к отпечаткам пальцев олеофобное покрытие с поддержкой отображения нескольких языков и символов одновременно. Оба смартфона также поддерживают функцию «Always On Display».

### Камера
В iPhone 14 Pro и Pro Max установлен новый 48-мегапиксельный сенсор, что является самым большим обновлением сенсора основной камеры за последние 7 лет. Это позволяет использовать новый режим двукратного телефото, который обеспечивает двукратный оптический зум и 4K-видео без оптического зума. Apple теперь использует новый движок «Photonic Engine» для лучшего качества изображения и видео. Фронтальная камера теперь оснащена автофокусом, а на снимке в портретном режиме теперь можно распознать несколько человек.

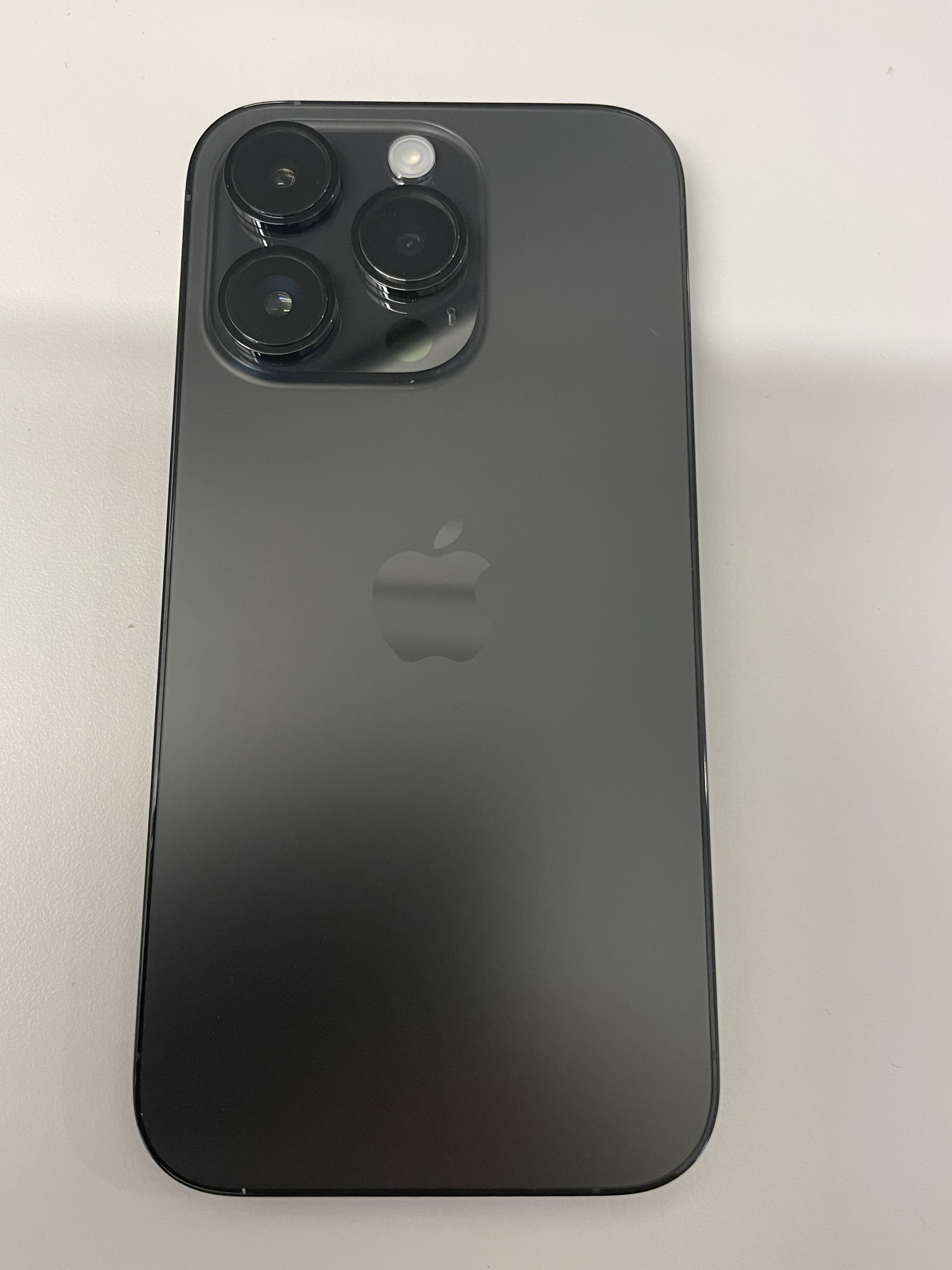
Камера IPhone 14 pro max

### Аккумулятор
| Использование                     | Время, ч                         |
| --------------------------------- | -------------------------------- |
| Воспроизведение видео             | до 24 (14 Pro) и 29 (14 Pro Max) |
| Просмотр видео в режиме стриминга | до 20 (14 Pro) и 25 (14 Pro Max) |
| Воспроизведение аудио             | до 75 (14 Pro) и 95 (14 Pro Max) |

### Связь
iPhone 14 Pro и Pro Max как и iPhone 14 и 14 Plus, произведенные для рынка США, не получили поддержку физической SIM-карты (2 eSIM). Для смартфонов выпускаемых для европейских стран (поддержка 1 физической SIM-карты и 1 eSIM) и Китая (поддержка 2 физических SIM-карт).

### Программное обеспечение
Как и на iPhone 14 и 14 Plus, предустановленной системой на iPhone 14 Pro и Pro Max является iOS 16, которая вышла 12 сентября 2022 года.

#### Dynamic Island
Dynamic Island — это переосмысление сенсорной «челки», добавленной в предыдущих моделях iPhone, начиная с iPhone X, которая в iPhone 14 Pro перемещена в вырез, слегка отделенный от верхней части экрана. Он предназначен для предоставления полезной информации, такой как уведомления аппаратного и системного уровня, данные о воспроизведении мультимедиа и другие функции, специфичные для приложения. Эти значки могут отображаться в виде расширения по обе стороны от датчиков, при этом фон соответствует чёрному цвету выреза экрана и, по-видимому, плавно расширяет его. Dynamic Island также может расширяться до более широкого дисплея iPhone 14. Например, уведомления о входящих вызовах отображаются в виде баннера, который простирается горизонтально от датчиков, в то время как индикаторы идентификации лица выпадают вертикально из выреза датчика, а не появляются в центре дисплея, как на предыдущих моделях.
На Dynamic Island также можно нажать, чтобы просмотреть дополнительные сведения; например, текущие действия, такие как маршруты на картах или спортивные результаты, также можно расширить, нажав и удерживая область.

## Реклама iPhone 14
Рекламный ролик iPhone 14 вызвал неоднозначную реакцию из-за песни Идриса Эльбы «Biggest» – некоторые пользователи слышали в нем слово "Nigga" – Нигга. Apple пришлось вырезать вокал из звукового ряда спустя два месяца после показа рекламы.